# 芒廷帕克 (喬治亞州格威內特縣)
芒廷帕克（英語：Mountain Park）是位於美國喬治亞州格威內特縣的一個人口普查指定地區。

## 地理
芒廷帕克的座標為33°50′49″N 84°07′55″W / 33.84694°N 84.13194°W，而該地最高點為海拔高度305米（即1001英尺）。

## 人口
根據2010年美國人口普查的數據，芒廷帕克的面積為15.00平方千米，當中陸地面積為15.00平方千米，而水域面積為0.00平方千米。當地共有人口11554人，而人口密度為每平方千米770人。